# Будинок-музей Артема Аракеляна
Будинок-музей Артема Аракеляна — будинок-музей, розташований в селі Тох Гадрутського району Нагірно-Карабаської Республіки. Колекція музею складається з експонатів, зібраних Артемом Михайловичем Аракеляном починаючи з 1977 року.